# Батист
Бати́ст (фр. batiste) — тонка, напівпрозора лляна або бавовняна тканина полотняного переплетення, що виробляється з крученої пряжі високих номерів (найбільш тонкої). Батист випускається вибіленим, мерсеризованим, гладкофарбованим і набивним. Використовується для жіночої білизни, літніх суконь, блузок, а також як напівфабрикат для виготовлення кальки.
Виробляється переважно в Північній Франції та Бельгії, з найтоншої пряжі кропиви, бавовни або льону. Сама культура льону обставляється при цьому особливими турботами, а саме: все засіяне поле набивається кілочками з поперечними перекладинками так, що утворюється сітка, яка, захищаючи рослину від дії сильного вітру та дощу, сприяє утворенню особливо тонкого і міцного волокна так зв. Lin ram ó.
Найкращий батист з околиць Валансьєна і Камбре робиться з ниток ручної пряжі, оскільки фабричний не має того лоску, який становить одну з головних якостей хорошого батисту, він може бути також і бавовняним, — значно поступається лляному у міцності.
Вважається, що виготовлення батисту вперше впроваджено в XIII ст. у Фландрії якимось ткачем на прізвище Батіст з Камбре, звідси, згідно з однією з гіпотез, і сама тканина отримала назву у французькій, українській та низці інших мов (у деяких мовах, включаючи англійську, назва тканини походить від топоніма Камбре — cambric тощо). Інша версія, що винахідника тканини звали Батіст чи Жан-Батіст Камбре (Jean-Baptiste Cambray), не має обґрунтування.